# Särkisaari (ö i Birkaland, Övre Birkaland)
Särkisaari är en ö i Finland. Den ligger i sjön Keurusselkä och i kommunen Mänttä-Filpula i den ekonomiska regionen  Övre Birkalands ekonomiska region  och landskapet Birkaland, i den södra delen av landet, 210 km norr om huvudstaden Helsingfors. Öns area är 2,3 hektar och dess största längd är 350 meter i öst-västlig riktning.